# Joseph Esterházy (1714–1762)

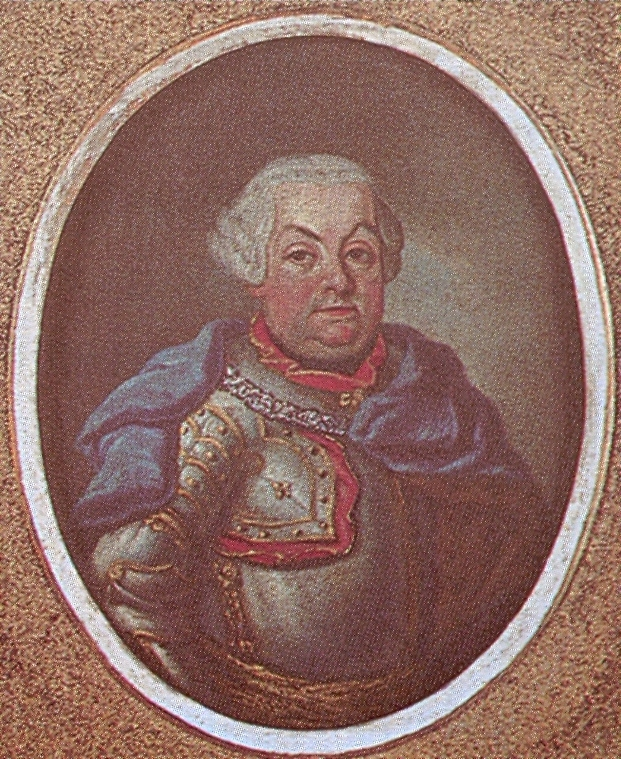
Joseph Esterházy (1714–1762)

Joseph Graf Esterházy de Galántha (* 20. September 1714; † 13. August 1762) war ein kaiserlich-österreichischer General (Feldmarschalleutnant).

## Leben
Joseph Esterházy war der Sohn des Banus von Kroatien und Judex curiae regiae im Königreich Ungarn, Joseph Graf Esterházy de Galántha  (* 1682; † 1748) und der Maria Franziska Gräfin von Egkh und Hungerspach (* 1681; † 1739).
Er nahm zusammen mit seinem Vater an dem Feldzug in Italien teil und machte eine bedeutende militärische Karriere. Er war Regimentsinhaber (37. Ungarisches Infanterieregiment) und wurde am 8. Juli 1747 zum Generalfeldwachtmeister und am  8. Dezember 1758 zum Feldmarschalleutnant ernannt. 1756 war er zudem Vizekommandant der Stadt Wien.
Seine Frau war die Gräfin Antonia Pálffy (* 1724; † 1799). Das Ehepaar hinterließ keine Nachkommenschaft.